# Nikolai Zelinski
Nikolai Dimitrievitx Zelinski (en rus Зелинский, Николай Дмитриевич) nascut el 25 de gener de 1861 a Tiraspol, Transnístria, Rússia i traspassat el 31 de juliol de 1953 a Moscou, fou un destacat químic orgànic russo-soviètic i acadèmic de l'Acadèmia de Ciències de la Unió Soviètica (1929).

## Biografia
Zelinsky realitzà els seus primers estudis a Tiraspol i a Odessa i els superiors a la Universitat de Novorossisk. Després amplià estudis a Alemanya, a les Universitats de Leipzig i de Göttingen amb Viktor Meyer. Aconseguí la seva especialització el 1888 i el doctorat el 1891 a la Universitat de Novorossisk. Fou professor de la Universitat de Moscou a partir de 1983 fins al final de la seva carrera, excepte en el període 1911-1917.
El cràter Zelinskiy de la Lluna duu el nom en el seu honor. També duu el seu nom l'Institut de Química orgànica de l'Acadèmia de Ciències Russa.

## Obra
Zelinsky és un dels fundadors de la teoria de la catàlisi en química orgànica. S'especialitzà en la química dels hidrocarburs cíclics. Inventà la primera màscara antigàs efectiva amb un filtre de carbó actiu el 1915.

Mecanisme de l'halogenació de Hell-Volhard-Zelinsky

És conegut per la reacció d'halogenació de Hell-Volhard-Zelinsky, una reacció de substitució en la qual els àtoms d'hidrogen units al carboni α d'un àcid carboxílic són substituïts per àtoms d'halogen.

## Premis i condecoracions
- Heroi del Treball Socialista (1945)
- Orde de Lenin (4)
- Premi Lenin (1934)
- Premi Stalin (1942, 1946, 1948)